# Tweede Kamerverkiezingen in het kiesdistrict Haarlemmermeer

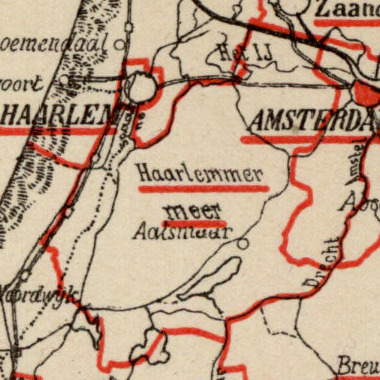
Kiesdistrict Haarlemmermeer (1888)

Tweede Kamerverkiezingen in het kiesdistrict Haarlemmermeer geeft een overzicht van verkiezingen voor de Nederlandse Tweede Kamer in het kiesdistrict Haarlemmermeer in de periode 1869-1918.
Het kiesdistrict Haarlemmermeer werd ingesteld na een wijziging van de Kieswet in 1869. Tot het kiesdistrict behoorden de volgende gemeenten: Aalsmeer, Alkemade, Diemen, Haarlemmerliede en Spaarnwoude, Haarlemmermeer, Hillegom, Leimuiden, Lisse, Nieuwer-Amstel, Ouder-Amstel, 
Rijnsaterwoude, Sloten, Uithoorn en Watergraafsmeer.
In 1878 werd de indeling van het kiesdistrict gewijzigd. De gemeenten Nieuwer-Amstel en Ouder-Amstel werden toegevoegd aan het kiesdistrict Amsterdam en de gemeenten Diemen en Watergraafsmeer aan het kiesdistrict Hilversum. Tevens werden gedeelten van de kiesdistricten Gouda (de gemeenten Mijdrecht en Wilnis), Haarlem (de gemeenten Bennebroek, Heemstede en Spaarndam) en Leiden (de gemeente Nieuwveen) toegevoegd aan het kiesdistrict Haarlemmermeer.
In 1888 werd de indeling van het kiesdistrict wederom gewijzigd. De gemeenten Haarlemmerliede en Spaarnwoude en Spaarndam werden toegevoegd aan het kiesdistrict Beverwijk, de gemeenten Mijdrecht, Nieuwveen en Wilnis aan het kiesdistrict Breukelen en de gemeente Rijnsaterwoude aan het kiesdistrict Katwijk.
In 1897 werd de indeling van het kiesdistrict wederom gewijzigd. Een gedeelte van het kiesdistrict Amsterdam (de gemeente Nieuwer-Amstel) werd toegevoegd aan het kiesdistrict Haarlemmermeer.
Het kiesdistrict Haarlemmermeer was in dit tijdvak een enkelvoudig kiesdistrict: het vaardigde per zittingsperiode één lid af naar de Tweede Kamer. 
Legenda
- cursief: in de eerste verkiezingsronde geëindigd op de eerste of tweede plaats, en geplaatst voor de tweede ronde;
- vet: gekozen als lid van de Tweede Kamer.

## 8 juni 1869
De verkiezingen werden gehouden vanwege de instelling van het kiesdistrict.
|                                    | 8 juni | 22 juni |
| ---------------------------------- | ------ | ------- |
| Kiesgerechtigden                   | 1.282  | 1.282   |
| Opkomst                            | 909    | 1.111   |
| Geldige stemmen                    | 902    | 1.102   |
| Blanco stemmen                     | 2      | 6       |
| Kandidaten                         |        |         |
| J.W.H. Rutgers van Rozenburg       | 219    | 615     |
| J.J.W. van den Biesen              | 383    | 487     |
| J.L.C. van den Berch van Heemstede | 148    |         |
| J.P. Amersfoordt                   | 144    |         |

## 13 juni 1871
De verkiezingen werden gehouden vanwege de afloop van de zittingstermijn van het gekozen lid. 
|                                    | 13 juni |
| ---------------------------------- | ------- |
| Kiesgerechtigden                   | 1.354   |
| Opkomst                            | 896     |
| Geldige stemmen                    | 889     |
| Blanco stemmen                     | 1       |
| Kandidaten                         |         |
| J.W.H. Rutgers van Rozenburg       | 478     |
| J.L.C. van den Berch van Heemstede | 233     |
| J.J.W. van den Biesen              | 100     |
| H.A. des Amorie van der Hoeven     | 61      |

## 8 juni 1875
De verkiezingen werden gehouden vanwege de afloop van de zittingstermijn van het gekozen lid. 
|                                | 8 juni |
| ------------------------------ | ------ |
| Kiesgerechtigden               | 1.412  |
| Opkomst                        | 1.101  |
| Geldige stemmen                | 1.091  |
| Blanco stemmen                 | 2      |
| Kandidaten                     |        |
| F.J.J. van Heemstra            | 557    |
| J.W.H. Rutgers van Rozenburg   | 449    |
| H.A. des Amorie van der Hoeven | 84     |

## 3 november 1875
De verkiezingen van 8 juni 1875 werden ongeldig verklaard vanwege onregelmatigheden. Om in de ontstane vacature te voorzien werd een naverkiezing gehouden. 
|                              | 3 november |
| ---------------------------- | ---------- |
| Kiesgerechtigden             | 1.412      |
| Opkomst                      | 1.083      |
| Geldige stemmen              | 1.067      |
| Blanco stemmen               | 1          |
| Kandidaten                   |            |
| F.J.J. van Heemstra          | 648        |
| J.W.H. Rutgers van Rozenburg | 415        |

## 19 maart 1878
Frans van Heemstra, gekozen bij de verkiezingen van 3 november 1875, overleed op 19 februari 1878. Om in de ontstane vacature te voorzien werd een tussentijdse verkiezing gehouden. 
|                  | 19 maart |
| ---------------- | -------- |
| Kiesgerechtigden | 1.465    |
| Opkomst          | 1.003    |
| Geldige stemmen  | 997      |
| Blanco stemmen   | 4        |
| Kandidaten       |          |
| F.J.M.A. Reekers | 518      |
| H.F. Bultman     | '326     |
| T.C.L. Wijnmalen | 152      |

## 10 juni 1879
De verkiezingen werden gehouden vanwege de afloop van de zittingstermijn van het gekozen lid. 
|                  | 10 juni | 24 juni |
| ---------------- | ------- | ------- |
| Kiesgerechtigden | 1.493   | 1.493   |
| Opkomst          | 1.232   | 1.308   |
| Geldige stemmen  | 1.222   | 1.295   |
| Blanco stemmen   | 6       | 9       |
| Kandidaten       |         |         |
| F.J.M.A. Reekers | 581     | 673     |
| H.F. Bultman     | 446     | 622     |
| S. van Heemstra  | 185     |         |

## 12 juni 1883
De verkiezingen werden gehouden vanwege de afloop van de zittingstermijn van het gekozen lid. 
|                           | 12 juni |
| ------------------------- | ------- |
| Kiesgerechtigden          | 1.615   |
| Opkomst                   | 1.194   |
| Geldige stemmen           | 1.182   |
| Blanco stemmen            | 8       |
| Kandidaten                |         |
| F.J.M.A. Reekers          | 604     |
| D. Visser van Hazerswoude | 392     |
| I. Esser                  | 176     |

## 28 oktober 1884
De verkiezingen werden gehouden na vervroegde ontbinding van de Tweede Kamer.
|                           | 28 oktober |
| ------------------------- | ---------- |
| Kiesgerechtigden          | 1.640      |
| Opkomst                   | 1.206      |
| Geldige stemmen           | 1.202      |
| Blanco stemmen            | 3          |
| Kandidaten                |            |
| F.J.M.A. Reekers          | 625        |
| D. Visser van Hazerswoude | 377        |
| W. Hovy                   | 197        |

## 15 juni 1886
De verkiezingen werden gehouden na vervroegde ontbinding van de Tweede Kamer.
|                  | 15 juni | 29 juni |
| ---------------- | ------- | ------- |
| Kiesgerechtigden | 1.761   | 1.761   |
| Opkomst          | 1.459   | 1.551   |
| Geldige stemmen  | 1.445   | 1.531   |
| Blanco stemmen   | 1       | 7       |
| Kandidaten       |         |         |
| F.J.M.A. Reekers | 698     | 845     |
| H.F. Bultman     | 547     | 685     |
| W. Hovy          | 190     |         |

## 1 september 1887
De verkiezingen werden gehouden na vervroegde ontbinding van de Tweede Kamer.
|                  | 1 september |
| ---------------- | ----------- |
| Kiesgerechtigden | 1.741       |
| Opkomst          | 761         |
| Geldige stemmen  | 711         |
| Blanco stemmen   | 45          |
| Kandidaten       |             |
| F.J.M.A. Reekers | 674         |

## 6 maart 1888
De verkiezingen werden gehouden na vervroegde ontbinding van de Tweede Kamer.
|                                     | 6 maart | 20 maart |
| ----------------------------------- | ------- | -------- |
| Kiesgerechtigden                    | 3.595   | 3.595    |
| Opkomst                             | 3.166   | 3.004    |
| Geldige stemmen                     | 3.144   | 2.962    |
| Blanco stemmen                      | 9       | 36       |
| Kandidaten                          |         |          |
| F.J.M.A. Reekers                    | 1.300   | 1.759    |
| H.F. Bultman                        | 978     | 1.203    |
| A.P.R.C. van der Borch van Verwolde | 854     |          |
| W.J.G. van der Veur                 | 137     |          |

## 9 juni 1891
De verkiezingen werden gehouden na ontbinding van de Tweede Kamer.
|                     | 9 juni | 23 juni |
| ------------------- | ------ | ------- |
| Kiesgerechtigden    | 3.718  | 3.718   |
| Opkomst             | 2.864  | 3.073   |
| Geldige stemmen     | 2.850  | 3.033   |
| Blanco stemmen      | 7      | 27      |
| Kandidaten          |        |         |
| F.J.M.A. Reekers    | 1.206  | 1.641   |
| J.B. van Merlen     | 928    | 1.391   |
| T.C.L. Wijnmalen    | 701    |         |
| W.J.G. van der Veur | 137    |         |

## 10 april 1894
De verkiezingen werden gehouden na vervroegde ontbinding van de Tweede Kamer.
|                  | 10 april | 24 april |
| ---------------- | -------- | -------- |
| Kiesgerechtigden | 3.741    | 3.741    |
| Opkomst          | 2.542    | 3.023    |
| Geldige stemmen  | 2.512    | 2.998    |
| Blanco stemmen   | 21       | 17       |
| Kandidaten       |          |          |
| G.B. 't Hooft    | 715      | 1.505    |
| F.J.M.A. Reekers | 1.232    | 1.492    |
| H.P. de Kanter   | 535      |          |

## 15 juni 1897
De verkiezingen werden gehouden na ontbinding van de Tweede Kamer.
|                     | 15 juni | 25 juni |
| ------------------- | ------- | ------- |
| Kiesgerechtigden    | 7.971   | 7.971   |
| Opkomst             | 6.974   | 6.880   |
| Geldige stemmen     | 6.836   | 6.810   |
| Blanco stemmen      | 138     | 70      |
| Kandidaten          |         |         |
| G.B. 't Hooft       | 1.950   | 3.651   |
| F.J.M.A. Reekers    | 2.940   | 3.159   |
| G.C. Everwijn Lange | 1.532   |         |
| F.R. Crommelin      | 414     |         |

## 14 juni 1901
De verkiezingen werden gehouden na ontbinding van de Tweede Kamer.
|                  | 14 juni | 27 juni |
| ---------------- | ------- | ------- |
| Kiesgerechtigden | 8.132   | 8.132   |
| Opkomst          | 6.884   | 7.031   |
| Geldige stemmen  | 6.741   | 6.982   |
| Blanco stemmen   | 143     | 49      |
| Kandidaten       |         |         |
| F.H. van Wichen  | 3.103   | 3.498   |
| G.B. 't Hooft    | 2.113   | 3.484   |
| J. Wentholt      | 1.160   |         |
| P. Nolting       | 365     |         |

## 16 juni 1905
De verkiezingen werden gehouden na ontbinding van de Tweede Kamer.
|                  | 16 juni |
| ---------------- | ------- |
| Kiesgerechtigden | 10.117  |
| Opkomst          | 8.806   |
| Geldige stemmen  | 8.666   |
| Blanco stemmen   | 140     |
| Kandidaten       |         |
| F.H. van Wichen  | 5.530   |
| W.P. Ruijsch     | 2.152   |
| W.H. Lieftinck   | 531     |
| J. Gerritz       | 453     |

## 11 juni 1909
De verkiezingen werden gehouden na ontbinding van de Tweede Kamer.
|                  | 11 juni |
| ---------------- | ------- |
| Kiesgerechtigden | 11.215  |
| Opkomst          | 9.182   |
| Geldige stemmen  | 9.005   |
| Blanco stemmen   | 177     |
| Kandidaten       |         |
| F.H. van Wichen  | 5.713   |
| W.P. Ruijsch     | 2.500   |
| L. Hoejenbos     | 431     |
| J.H.M. Balvers   | 361     |

## 17 juni 1913
De verkiezingen werden gehouden na ontbinding van de Tweede Kamer.
|                   | 17 juni |
| ----------------- | ------- |
| Kiesgerechtigden  | 13.290  |
| Opkomst           | 12.213  |
| Geldige stemmen   | 12.131  |
| Blanco stemmen    | 82      |
| Kandidaten        |         |
| F.H. van Wichen   | 6.926   |
| J. Korthals Altes | 3.927   |
| E.A. Keuchenius   | 743     |
| S.C. Rodrigues    | 535     |

## 2 december 1916
Franciscus van Wichen, gekozen bij de verkiezingen van 17 juni 1913, trad op 4 november 1916 af vanwege zijn verkiezing als lid van de Eerste Kamer. Om in de ontstane vacature te voorzien werd een tussentijdse verkiezing gehouden.
|                  | 2 december |
| ---------------- | ---------- |
| Kiesgerechtigden | 14.679     |
| Opkomst          | 10.595     |
| Geldige stemmen  | 10.493     |
| Blanco stemmen   | 102        |
| Kandidaten       |            |
| J.B. Bomans      | 6.500      |
| S.W. de Clercq   | 3.993      |

## 15 juni 1917
De verkiezingen werden gehouden na ontbinding van de Tweede Kamer.
|                  | 15 juni |
| ---------------- | ------- |
| Kiesgerechtigden | 15.112  |
| Opkomst          | 7.175   |
| Geldige stemmen  | 7.070   |
| Blanco stemmen   | 105     |
| Kandidaten       |         |
| J.B. Bomans      | 5.775   |
| J.K. de Blaauw   | 1.295   |

## Opheffing
De verkiezing van 1917 was de laatste verkiezing voor het kiesdistrict Haarlemmermeer. In 1918 werd voor verkiezingen voor de Tweede Kamer overgegaan op een systeem van evenredige vertegenwoordiging met kandidatenlijsten van politieke partijen.